# Edificio de la Inspectoría de la Receita Federal

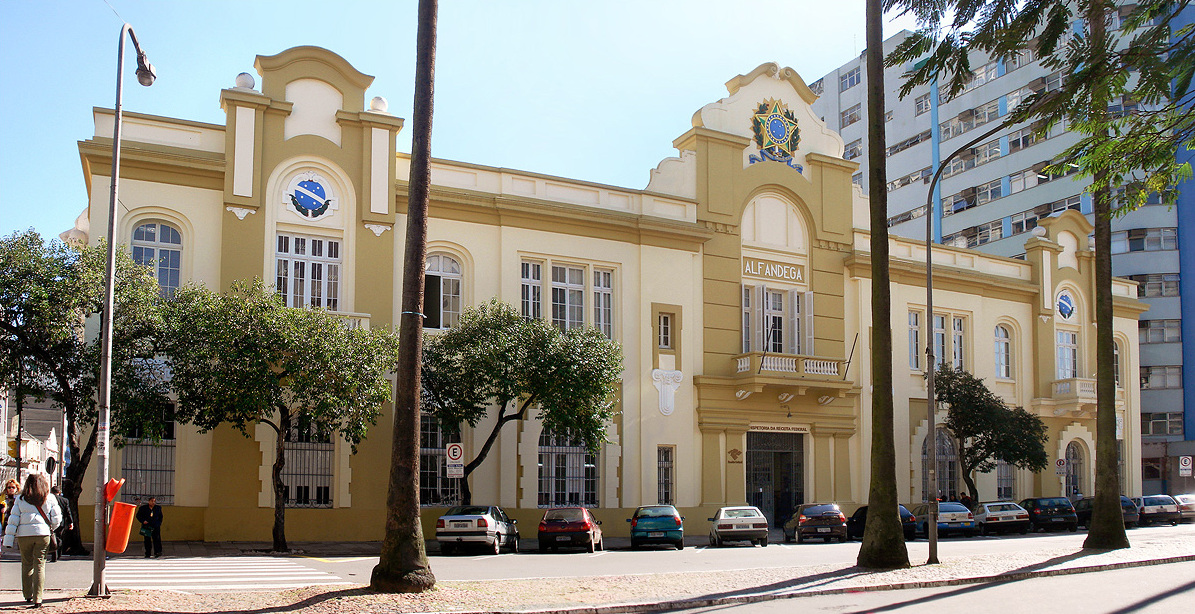
Inspectoría de la Receita Federal

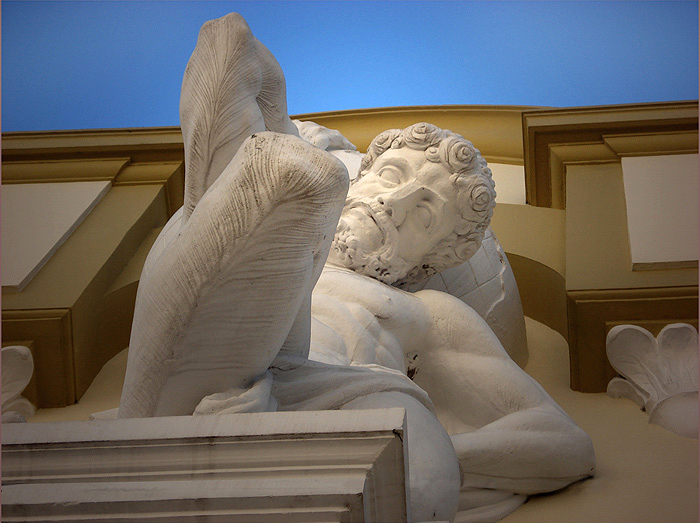
El Atlas en la fachada sur

El Edificio de la Inspectoria de la Receita Federal es un edificio histórico ubicado en la Praça da Alfândega en el centro histórico de la ciudad de Porto Alegre. Es un edificio protegido por el Instituto del Patrimonio Histórico y Artístico del Estado de Río Grande del Sur.
La primera aduana de Porto Alegre fue creada por Cédula Real el 15 de julio de 1800, pero no se instaló hasta el 1 de agosto de 1804. Su edificio original se inauguró en 1806 donde hoy se encuentra la Praça da Alfândega que entonces estaba a orillas del Lago Guaíba. Saint-Hilaire, cuando visitó la ciudad en 1822, dijo que el edificio era demasiado pesado y rústico y estorbaba el bello panorama del muelle del puerto.. 
Sus actividades se suspendieron el 3 de marzo de 1836 debido a la inestabilidad política e institucional provocada por la Revolución Farroupilha, y los empleados fueron trasladados a otros puestos de aduanas. El 20 de abril de 1898 se suprimió, pero pronto se restableció el 31 de octubre de 1899 y reanudó sus operaciones el 1 de septiembre de 1900. En 1968 se transformó en una oficina de la Receita Federal, hoy en día, su Inspectoría tiene su sede allí.
El actual edificio, de estilo ecléctico, situado en los terrenos ganados al río que ampliaron parte del centro de la ciudad, tardó 22 años en terminarse, y debido a este largo tiempo el edificio recibió el apodo de ser "otra Santa Engrácia", ya que las obras se iniciaron en 1911 y sólo se terminaron en 1933 debido a diversos problemas contractuales y a la escasez de fondos. El arquitecto responsable fue el alemán Hermann Otto Menschen.
El solar original ocupaba toda la manzana, pero posteriormente se construyó un edificio moderno en el lado norte, lo que impide ver la fachada desde ese lado. La entrada principal se encuentra en la Avenida Sepúlveda y la fachada a esta calle, de dos plantas y volumen simétrico y tripartito, se caracteriza por una serie de vanos de diversas formas, con un gran frontispicio con un balcón sobre la puerta rematado en un frontón de perfil neobarroco, donde se instala un gran bajorrelieve del escudo de la República. Flanqueando este volumen central, otros frontones más pequeños completan la decoración.
Las fachadas laterales presentan una volumetría diferente, con dos pisos sólo en los ángulos, y grandes estatuas decorativas, entre las que destaca en la fachada sur un enorme Atlas portando el globo terráqueo, obra de Alfred Adloff, bajo el cual hay también una cabeza femenina en altorrelieve. En la fachada norte, apenas visible, hay otra estatua, el Remero negro, también de Adloff. La parte trasera del edificio tiene una entrada con un gran portón que conduce a un patio interior.
El interior está dividido en muchas oficinas, y en el vestíbulo hay una placa conmemorativa de importancia histórica, ya que marca la inauguración de la aduana en Río Grande del Sur y es la única reliquia del edificio donde se instaló por primera vez. Lleva la inscripción:

REGNANTE MARIA I * IOANNE PRINCIPE * LUSITANIAE CLAVUM TENENTE * AUSPICE GUBERNATORE * PAULO IOSEPHO DASILVA GAMA * IN BENEFICIUM * COMERCII NAVIGATIONISQUE * HOC ELEGANTISSIMUM OPUS * POSITUM ET CONSTRUCTUM EST * ANNO 1806
Siendo la Reina Maria I y João príncipe regente, bajo los auspicios del Gobernador Paulo José da Silva Gama, en beneficio del comercio y de la navegación, se ordenó y construyó esta elegantísima obra en el año 1806